# عادل بن مبروك
عادل بن مبروك هو مواطن تونسي اُعتقل خارج نطاق القانون في معتقل غوانتانامو الأمريكي في كوبا منذ مارس 2002 حتى نوفمبر 2009. تم نقله إلى إيطاليا، وبعد وقت قصير من وصوله في نوفمبر 2009؛ وجهت النيابة العامة الإيطالية اتهامات ضده. وحُكم عليه بالإدانة من قبل محكمة ميلان في فبراير 2011، ولكن القاضي أمر بإطلاق سراحه بعد الحكم عليه بالسجن، ووصف احتجازه في غوانتانامو «بغير الإنساني» و «غير الديمقراطي».

## نقله من غوانتانامو
في 30 نوفمبر 2009، تم نقله مع عدد من المعتقلين التونسيين إلى أحد السجون في إيطاليا، وكان كل الرجال يواجهون قضايا متعلقة بإيطاليا.

## المحاكمة في إيطاليا
بعد وقت قصير من وصوله إلى إيطاليا تبين أن قضيته تعتمد كليًا على شهادة شخص تونسي يعيش في إيطاليا، وهو مجرم متهم في قضايا مخدرات.  مما جعل المحامي العام يقول أنه سيكون من المستحيل إدانته دون شهادة هذا الشخص. وكانت السلطات الإيطالية قد وضعت هذا الشاهد تحت برنامج حماية الشهود، لكن الشاهد شعر أن شروط البرنامج لم تكن كافية.
أُدين مبروك في فبراير 2011، وأطلق القاضي سراحه بعد الحكم عليه، وبعد إطلاق سراحه تم ترحيله إلى تونس.